# Oroscopa abluta
Oroscopa abluta är en fjärilsart som beskrevs av William Schaus 1913. Oroscopa abluta ingår i släktet Oroscopa och familjen nattflyn. Inga underarter finns listade i Catalogue of Life.